# Echinopogon cheelii
Echinopogon cheelii är en gräsart som beskrevs av Charles Edward Hubbard. Echinopogon cheelii ingår i släktet Echinopogon och familjen gräs. Inga underarter finns listade i Catalogue of Life.